# Paul-Étienne Grandbois
Pour les articles homonymes, voir Grandbois.
Paul-Étienne Grandbois (1846-18 septembre 1907) est un médecin et homme politique fédéral du Québec.

## Biographie
Né à Sainte-Philomène (aujourd'hui Mercier) dans le Canada-Est, il étudie au Collège Saint-Sulpice, au Petit séminaire de Sainte-Thérèse-de-Blainville et à l'Université Laval de Québec. Il devient député conservateur dans la circonscription de Témiscouata en 1878. Réélu en 1882, 1887 et en 1891, il est défait à trois reprises en 1896, 1900 et en 1904. 